# جريج (اسم)
جريج هو اسم علم مذكر من أصل عربي، ومعناه هو تصغير لجورج اشتهر باسم جريج الراهب من بني إسرائيل الذي اتهم بالزنا، فأنطق الله الوليد لتبرئته من التهمة.

## شخصيات تحمل الاسم
- جريج أودن (لاعب كرة سلة أمريكي، 22 يناير 1988 – )
- جريج بيرلانتي (24 مايو 1972[3] – )
- جريج سولكن (29 مايو 1992 – )
- جريج سيبس (ممثل أمريكي، 4 يناير 1980 – )
- جريج فان أفرمت (درّاج طريق بلجيكي، 17 مايو 1985 – )
- جريج لوموند (درّاج طريق من الولايات المتحدة الأمريكية، 26 يونيو 1961[4] – )
- جريج مونرو (لاعب كرة سلة أمريكي، 4 يونيو 1990 – )
- جريج هندرسون (درّاج طريق نيوزيلندي، 10 سبتمبر 1976 – )
- جريج هنري (6 مايو 1952 – )
- جريج وايز (ممثل إنجليزي، 15 مايو 1966 – )

## وصلات خارجية
- موسوعة السلطان قابوس لأسماء العرب نسخة محفوظة 5 أبريل 2019 على موقع واي باك مشين.